# Emesis tenedia
Emesis tenedia är en fjärilsart som beskrevs av Felder 1861. Emesis tenedia ingår i släktet Emesis och familjen Riodinidae. Inga underarter finns listade i Catalogue of Life.